# Евалд фон Клайст
Паул Лудвиг Евалд фон Клайст (на немски: Paul Ludwig Ewald von Kleist) (8 август 1881 – † 13 ноември 1954) е немски военачалник, фелдмаршал по време на Втората световна война. Умира в съветски плен.

## Биография

### Ранен живот и Първа световна война (1914 – 1918)
Паул фон Клайст е роден на 8 август 1881 г. в Браунфелс, провинция Хесен, Германска империя. Произхожда от аристократичен пруски род. Получава военно образование. Службата си започва като лейтенант от кавалерията по време на Първата световна война. Взима участие в сражението при Таненберг (1914).

### Между военен период
След войната продължава да служи в кавалерията. От 1932 до 1935 г. командва кавалерийска дивизия от Вермахта. През февруари 1938 г. е отстранен заради разногласия с нацисткото ръководство. Отново е призован на служба през август 1939 г.

### Втора световна война (1939 – 1945)
По време на кампанията в Полша, Клайст командва 22-ри танков корпус.
По време на нападението над Франция командва танкова група „Клайст“, в състава на която влизат пет от общо десетте немски танкови дивизии по това време. Така Клайст става главнокомандващ на първата в историята танкова армия.
В съответствие с плана на Ерих фон Манщайн, група „Клайст“ пробива фронта при река Маас. По това време Клайст се опитва да освободи генерал Гудериан от поста, след като и той, и неговият подчинен – Ервин Ромел, не се подчиняват на заповедта да спрат напредването на частите си към Ламанша. Началникът на щаба на Вермахта – Герд фон Рундщет, отказва да потвърди заповедта и англо-френските войски са блокирани при Дюнкерк. Само заповедта на Хитлер за преустановяване на настъплението предотвратява пълния разгром и позволява на англичаните да евакуират частите през Ламанша. Евакуирани са около 200 хиляди английски и 100 хиляди френски войници и офицери.
През април 1941 г., група „Клайст“ е хвърлена срещу Югославия и Гърция. В началния период на операция „Барбароса“, 1-ва танкова група е включена в състава на група армии „Юг“.

### Германо-съветски фронт

#### Сраженията при Уман и Киев
През първите дни след нахлуването в СССР, 1-ва танкова група начело с Клайст настъпва северно от Лвов в посока към Ровно и нанася поражение на съветския Югозападен фронт в битката при Дубно. На 10 юли е овладян Житомир, намиращ се на 150 км от Киев. Обръщайки се на юг, войските на Клайст се съединяват с частите на 17-а армия, обкръжавайки по този начин в района на Уман голяма групировка войски на Южния и Югозападния фронтове на Червената армия. Боевете за унищожаването на Уманския котел продължават от 2/3 до 8 август 1941 г. Съветските войски понасят тежко поражение. По немски данни са пленени 103 000 съветски войници и офицери, вкл. командващите 6-а армия ген.-лейт. И. Музиченко и 12-а армия ген.-майор П. Понеделин, 4 командири на корпуси и 12 командири на дивизии заедно с 317 танка. Само 11 000 и то предимно тилови части успяват да се измъкнат. Освен това в боевете загиват 2 командири на корпуси и 6 командири на дивизии. Това е първата категорична немска победа на Източния фронт, заслуга за която има безспорно Евалд фон Клайст.
В средата на август 1941 г., групата на Клайст заема предмостие на Днепър в района на Днепропетровск, създавайки заплаха за Донбас. В това време части на немската 17-а армия преминават Днепър при Кременчуг. На 10 септември, Клайст поема лично командването на Кремечугския плацдарм. На следващата сутрин танковите части на Вермахта, започват настъпление от плацдарма, пробиват отбраната на съветската 38-а армия и провеждат настъпление на север в направление на Ромни. За първите 12 часа танковете на Клайст се придвижват на 70 км, и наближават Ромни, 200 км източно от Киев, съединявайки се с части на 2-ра танкова група под командването на Хайнц Гудериан. Така Клайст и Гудериан извършват най-голямото обкръжение за цялата война: в котела при Киев се оказват 5 съветски армии. На 26 септември сражението завършва. В плен попадат 665 хиляди войници и офицери на Червената армия.

#### Сраженията при Ростов на Дон
След овладяването на Киев, групата на Клайст (от този момент тя се нарича 1-ва танкова армия) е насочена към Ростов на Дон – главна цел на кампанията ѝ през 1941 г. Принуждавайки съветските части на Днепър да отстъпят към Запорожие, армията на Клайст се придвижва на изток, а после на юг, минавайки в тил на съветските войски, които задържат 11-а армия на Манщайн при Мелитопол. На 5 октомври частите на Клайст излизат на Азовско море при Бердянск и обкръжават при село Черниговка съветската 18-а армия на Южния фронт. В резултат на сраженията до 10 октомври, Червената армия понася тежки загуби. В плен попадат около 100 хиляди души. На 8 октомври 1941 г.в бой загива и командващият армията ген. Андрей Смирнов.
Армията на Клайст продължава движението си на изток, по крайбрежието на Азовско море: на 17 октомври е превзет Таганрог, а на 28 октомври немците излизат на река Миус, последната водна преграда преди Ростов. Есенната кал и намаляването на запасите от гориво заставят Клайст да задържи придвижването..
Главнокомандващият на група армии „Юг“ – Герд фон Рундщет смята, че в настъпващата руска зима не е необходимо да се продължи настъплението, но Хитлер настоява, и на 17 ноември танковете на Клайст отново тръгват към Ростов. Отбраната е сломена, и през нощта на 20 ноември 1-ва СС дивизия Лайбщандарт СС Адолф Хитлер влиза в града.
Ростов на Дон се явява важен град с половинмилионно население, който открива пътя към Кубан, към нефтените полета на Кавказ и после към Закавказието и Иран. Ето защо е можело да се очаква от Червената армия да направи опити да си върне града. Левият фланг на армията на Клайст е опасно открит, но помощ от командването не последва.. Освен това, заради ранните студове, Дон заледява по-рано от обичайното и на 25 ноември съветските войски, под командването на Семьон Тимошенко нанасят удар от юг, настъпвайки по леда на реката. След упорити и кръвопролитни боеве, на 28 ноември немските части изоставят града.

#### Сражението при Харков
През май 1942 г., 1-ва танкова армия взима участие в отблъскването на съветското настъпление при Харков (операция „Фредерикус“). То започва на 12 май 1942 г. и първоначално се развива успешно. Ударните съветски групировки пробиват немската отбрана и започват застрашително да доближават Харков. Немското командване обаче успява да съсредоточи незабелязано за съветското ГРУ на южния край на Барвенковската издатина армейската група Клайст. Тя е създадена на основа на 1-ва танкова армия. На 17 май 1942 г. тази немска групировка започва настъпление от района на Краматорск срещу войските на Южния фронт. Клайст нанася съкрушителен челен удар по уязвимия тил на южната съветска групировка. Съветската 9-а армия на ген. Ф. Харитонов е разбита и същия ден фон Клайст завзема Барвенково, като се вклинява на 20 км. в съветската отбрана. Фон Клайст настъпва много бързо и съветските войски не успяват навреме да се прегрупират. Няма и разрешение за своевременно отстъпление от Сталин. Паралелно от север започва настъпление втора немска ударна групировка начело с фон Паулус. Руснаците все пак спират настъплението си, но е вече много късно. На 23 май 1942 г. двете немски групировки се съединяват и затварят чувала. От 24 до 29 май 1942 г. армейска група Клайст участва в унищожаването на котела. Пленени са 240 000 съветски войници. Така започналата успешна Харковска операция е пропиляна.
Успехът при Харков позволява на Вермахта да завземе стратегическата инициатива на южния сектор на Източния фронт. Завзети са позиции, от които на 28 юни 1942 г. започва лятното настъпление на Вермахта – операция „Блау“.

#### Настъплението към Кавказ
След падането на Харков, 1-ва танкова армия е включена в състава на новосформираната група армии „А“ (главнокомандващ – фелдмаршал Вилхелм Лист). Армията на Клайст прикрива от север фланга на 17-а армия, по време на настъплението ѝ към Ростов на Дон. Градът е овладян на 24 юли, практически без бой. Група армии „А“ преминава през Дон и развива настъплението към Кавказ.
В стремежа си да ускори придвижването, на 9 септември Хитлер отстранява Лист и взима командването на групата армии в свои ръце. Все пак, без да добие успех, на 21 ноември предава командването на Клайст (главнокомандващ на 1-ва танкова армия става генерал Еберхард фон Макензен. По това време групата армии се състои от 1-ва танкова и 17-а пехотна армия на Вермахта.

#### Кубанската линия
В края на ноември 1942 г., съветските войски завършват обкръжаването на 6-а немска армия край Сталинград – нещо, което поставя групата на Клайст в тежко положение. Става нужно групата армии бързо да се оттегли от Кавказ, но Хитлер не дава заповед за отстъпление до 27 декември. Частите на Манщайн все пак успяват да удържат натиска на Червената армия, в резултат на което 1-ва танкова армия преминава през Дон и избягва обкръжение.
17-аармия остава на опорните пунктове в Кавказ и под постоянно засилващия се натиск на съветските войски (74-та, 56-а, 18-а, 37-а, 9-а, 58-а и 44-та армии) заема линия за отбрана на Таманския полуостров (т.н. Кубанска линия). Отбраната ѝ продължава до края на август 1943 г., когато започва общо настъпление на Червената армия в Украйна. На 3 септември Хитлер дава заповед за извеждане на войските от Кубан.

### Последни години и смърт
На 1 февруари 1943 г., Клайст е произведен в чин фелдмаршал. През юли 1943 г. Хитлер заявява, че му няма доверие, защото не е националсоциалист.
След германското поражение в Днепърско-Карпатската операция е освободен от командването на групата армии на 30 март 1944 г., за даването на заповед на 8-а армия да отстъпи под заплахата от унищожение, в грубо нарушение на разпорежданията на Хитлер. На същия ден в последната си среща с Хитлер фон Клайст посъветва да сключи мир със СССР, което е отхвърлено от фюрера. Фон Клайст се уединява със семейството си във Вайдебрюк, Силезия.
След неуспешния атентат срещу Хитлер на 20 юли 1944 г. е арестуван от Гестапо. Обвинен е, че е знаел за съществуването на заговора, но не го е разкрил. След това обаче е освободен.
В началото на 1945 г. Червената армия нахлува в Силезия и фон Клайст се прехвърля в Митерфелс, Бавария. Най-големият му син взривява семейното имение, за да не бъде заграбено от руснаците.
Има неяснота около пленяването му. По едни данни е пленен от англичани в Югославия, а според други – сам се предава на американците. Историкът К. Р. Дейвис, беседвал с членове на семейство Клайст, посочва, че Евалд фон Клайст е пленен от патрул на 26-а американска дивизия на 25 април 1945 г. Принуден е да премине трънливия път на 27 различни затвора. Привлечен е като свидетел в работата на Нюрнбергския процес през 1945 – 1946 г. През септември 1946 г. е предаден на Югославия, за да се изправи срещу обвинения във военни престъпления. През август 1948 е осъден но югославски народен съд на 15 г. затвор.
През март 1949 г. е екстрадиран в СССР. Там е обвинен в подривна дейност сред населението на СССР. Сталин никога не му прощава за тежките поражения, които е нанасял на Червената армия. Решено е да няма прошка, макар че фон Клайст е недолюбван от Хитлер заради аристократичния си произход, промонархическите си възгледи, способностите си и умението да отстоява своите позиции. Сталин е решил да бъде третиран като военнопрестъпник, макар че от толкова много битки на Източния фронт не е ясно как фон Клайст е намирал време да извършва военни престъпления.
На 21 февруари 1952 г. е осъден от Върховния съд на СССР на 25 г. затвор. През март 1954 г. е прехвърлен в затвора във Владимир, където са държани германски генерали. Там руснаците му позволяват да си пише със семейството си. За пръв път от повече от 8 г. се свързва с роднините си.
Умира на 15 октомври 1954 г. във Владимир от обща атеросклероза и артериална хипертония. Той е немският офицер с най-висок ранг, който умира в съветски плен и единствен от Хитлеровите фелдмаршали с такава съдба. Погребан е в безименна могила в СССР.
По-големият му син Евалд е освободен през 1956 г.след 10-г. престой в сибирските лагери. Умира през 1976 г. Фрау фон Клайст живее 4 г. като вдовица и умира във ФРГ през май 1958 г. Малкият син на фелдмаршала умира през 1973 г. През 1979 г. във ФРГ фелдмаршалът има 8 внуци и внучки.

## Цитирана литература